# Zwingerbauhütte

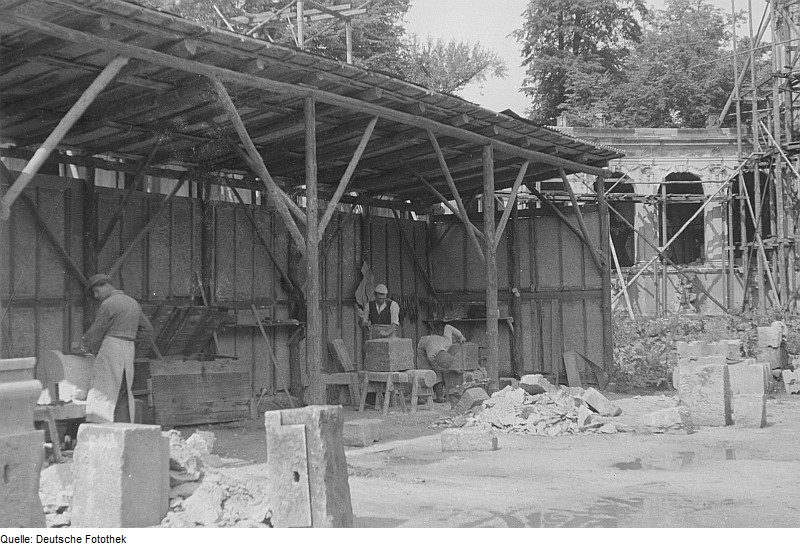
Zwingerbauhütte (1948)

Die Zwingerbauhütte ist eine Bauhütte, deren Aufgabe die Restaurierung und Instandhaltung des Dresdner Zwingers ist. Bemühungen zum Erhalt des Zwingers gehen bis in das 18. Jahrhundert zurück, aber erst mit der Gründung der Zwingerbauhütte 1924 konnte dem Verfall des Gebäudekomplexes aus Elbsandstein Einhalt geboten werden. Die Leitung als Zwingerbaumeister wurde Hubert Georg Ermisch übertragen. Diese erste Phase der Bauhütte dauerte bis 1936 an. Im Herbst 1945 wurde die Bauhütte als Bauabteilung Zwinger wieder eingerichtet, um den Wiederaufbau des Zwingers in Angriff nehmen zu können. Nach dessen Wiederherstellung wurde sie 1968 in die Bauabteilung für kulturhistorische Bauten Dresden umgewandelt und 1991 als Zwingerbauhütte wieder neu gegründet.

## Der Zwinger

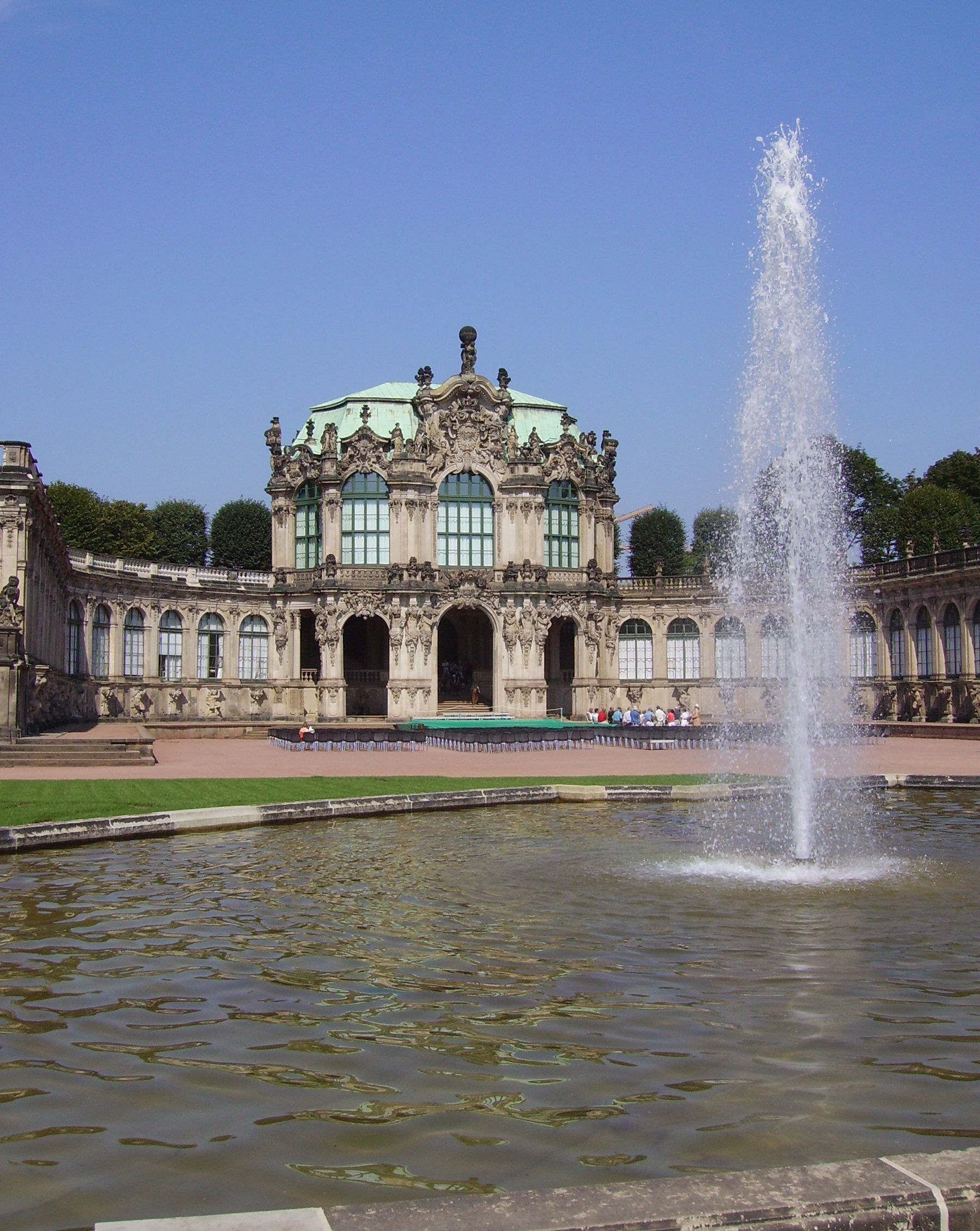
Zwingerhof, Blick zum Wallpavillon

Der Zwinger ist ein Gebäudekomplex mit Gartenanlagen in der Inneren Altstadt von Dresden. Das unter der Leitung des Architekten Matthäus Daniel Pöppelmann und des Bildhauers Balthasar Permoser errichtete Gesamtkunstwerk aus Architektur, Plastik und Malerei gehört zu den bedeutenden Bauwerken des Barocks und ist eine der bekanntesten Sehenswürdigkeiten der sächsischen Landeshauptstadt. Der Zwinger entstand ab 1709 als Orangerie und Garten sowie als repräsentatives Festareal. Seine reich verzierten Pavillons und die von Balustraden, Figuren und Vasen gesäumten Galerien zeugen von der Prachtentfaltung während der Regentschaft des Kurfürsten Friedrich August I. und seines dadurch ausgedrückten Machtanspruchs. Nach seinem Tod 1733 und mit der Abkehr vom Barock verlor der Zwinger zunächst an Bedeutung.

## Vorgeschichte

### Erste Erhaltungsarbeiten im 18. und 19. Jahrhundert
Bereits im Jahre 1768 ergaben Inspektionen unzählige Risse in den Wänden und Decken, die dem Regenwasser umfassenden Lauf ließen. Der bauliche Zustand verschlechterte sich erheblich und ein Abriss wurde wahrscheinlich. Graf Camillo Marcolini wurde 1778 zum Oberkammerherrn und Generaldirektor der Künste und Kunstakademien ernannt, wobei ihm alle kurfürstlichen Sammlungen unterstellt waren. Er setzte sich für eine Sicherung und Sanierung des Gebäudekomplexes ein. Bei diesen 1783 begonnenen Arbeiten wurden die an ihrer Oberseite freiliegenden Deckenflächen mit Gefälle neu verlegt, weil die permanente Sickerwasserproblematik im Bauwerk zu einer großen Belastung geworden war. Diese Veränderung erbrachte keine deutliche Verbesserung, weil die damaligen technischen Möglichkeiten nicht ausreichten.
Sanierungs- und Umbauarbeiten zu Beginn des 19. Jahrhunderts hatten das Ziel, den Zwinger als zentralen Ort für die kurfürstlichen Sammlungen zu nutzen. Dafür wurden Wandflächen als Stellflächen benötigt und deshalb einige Fenster und Türen zugemauert. Marcolinis engagiertes Eingreifen gegen den Verfall schuf den Museumsgedanken im Zwinger, erzeugte aber erst erheblich später zum Vorschein kommende und von ihm nicht vorhersehbare Großschäden an der Bausubstanz. Die nach dem Kenntnisstand der Zeit vorgenommenen Ausbesserungen am Sandstein mit einer Art Hartstuck („Massa“) sowie der Überzug des Sandsteins mit Ölfarbe wirkten sich später verhängnisvoll aus.
Nach Fertigstellung der Sempergalerie 1855 befanden sich die Zwingerbauten in einer ästhetischen Disharmonie. Dem neuen und frisch wirkenden Flügel standen gealterte Langgalerien und ein mit Bäumen und Kräutern verwachsenes Nymphenbad gegenüber. Dabei gerieten die empirischen Erfahrungen von vorhandenem Sachverstand aus dem Blickfeld der Verantwortlichen, während sich erhebliche Schäden durch ungehindert ausbreitendes Wurzelgeflecht und eine wasserspeichernde Vegetationsdecke an den Bauwerken bildeten. Um eine farbliche Angleichung zur neuen Sempergalerie zu erreichen, wurde die gesamte alte Bausubstanz mit einem Ölfirnisanstrich versehen. Dieser überdeckte die zahlreichen Ausbesserungen aus der Marcolini-Zeit und neuere Spachtelungen, manche bereits angewittert. Das unter der Farbschicht zirkulierende Kondens-, Kapillar- und Regenwasser förderte eine zunächst unsichtbar anwachsende Zerstörung von Sandsteinoberflächen; erst wesentlich später machten sich erhebliche Versalzungen und Abplatzungen (Frost- und Salzsprengungen) bemerkbar. In der Periode nach 1849 sind viele Ergänzungen mit dem gerade erfundenen Portlandzement vorgenommen worden. Auf diese Weise gerieten ungeachtet der Wechselwirkungen mit dem Kapillarwasser weitere Salze in den Sandstein der Figuren und des Architekturschmucks sowie in das Mauerwerk. Die Folgeschäden kulminierten um 1900 zu fatalen Erhaltungsproblemen. Manche baulichen Sicherungsmaßnahmen, wie Deckenabdichtungen, zeigten an anderer Stelle Wirkung und trugen zur weiteren Erhaltung einzelner Mauerwerksbereiche bei. Ein Kompetenzwirrwarr mit drei Ministerien erschwerte in dieser Zeit die Arbeiten, die bis 1863 andauerten.
Weitere fragwürdige Behandlungen trugen in ihrer Folge zum rapiden Verfall des Zwingers bei. Ein Bildhauer bot ein „besonderes Verfahren“ an, um die Steinoberflächen vor weiterer Verwitterung zu schützen. Nach dieser Methode wurde 1894/95 das Nymphenbad behandelt. Diese später als Fluatverfahren eingeschätzte Oberflächentränkung führte zunächst zu einer Verfestigung der oberen Sandsteinschichten, die aber nach einigen Jahren schichtartig ausplatzten und schließlich zu großen Schäden führten. Auch weitere Ausbesserungsarbeiten von 1880 bis 1898 wurden ohne tiefere Kenntnis über das Verhalten der differenzierten Sorten von Elbsandstein in freier Witterung vorgenommen. Weil in Wien und Würzburg die gleichen Methoden zum Einsatz kamen, hielten alle Beteiligten diese Verfahren für richtig. Die verschiedenen Färbungen von Sandstein und Zementergänzungen sollten mit Wachsfarbe über einem Anstrich mit heißem Leinölfirnis ausgeglichen werden. Die Steinteile wurden dazu mit Lötlampen erwärmt. Diese Verfahrensweisen erweckten jedoch eine kritische Begleitung durch externe Denkmalpfleger, weil sich der fortschreitende Verfall offenkundig immer mehr ausbreitete.
Die vielen kleinen Schornsteine auf dem Dach zeugen von der Beheizung des Zwingers mit unzähligen kleinen Öfen; dies führte zu einer ständigen sowie beträchtlichen pH-Wert-Absenkung des Regen- und Kondenswassers. Das saure Wasser trug zur Schädigung der Bausubstanz wesentlich bei. Eine Verringerung dieser Einflüsse trat erst mit dem Anschluss des Zwingers an das benachbarte Fernheizwerk ein, das 1898 in Betrieb ging. Durch die zu dieser Zeit massiv verbreitete Ofenfeuerung im Stadtgebiet konnte eine weitere Einwirkung des sauren Regens nicht vom Bauwerk abgewendet werden.

### Umfassende Restaurierungsarbeiten in der ersten Hälfte des 20. Jahrhunderts
Das von Cornelius Gurlitt und Robert Dohme verfasste Werk Die Architektur und das Kunstgewerbe des XVII. und XVIII. Jahrhunderts einschließlich weiterer diesbezüglicher Veröffentlichungen zwischen 1884 und 1889 förderte eine neue Sicht und akzeptierende Einstellungen zu den vorhandenen Barockbauwerken in Dresden. Am 29. Oktober 1898 fand eine Sitzung der Kommission zur Erhaltung der Kunstdenkmäler statt, die sich mit den bisherigen Restaurierungsmaßnahmen am Zwinger auseinandersetzte. Der Bauzustand hatte sich trotz aller geleisteten Arbeiten weiterhin verschlechtert. Besonders dem Kunsthistoriker Cornelius Gurlitt und dem damaligen Direktorial-Assistenten Jean Louis Sponsel ist zu verdanken, dass die Kommission der künstlerischen und bautechnischen Bedrohung des Zwingers Einhalt gebot. Dabei wurde unter anderem festgelegt, ab sofort keine Farbanstriche mehr vorzunehmen und nur noch Vierungen aus bestem Elbsandstein zu verwenden. Der Regierungsbaumeister Hermann Muthesius, damals technischer Attaché an der Deutschen Botschaft in London, unterstützte diese Abkehr und belegte glaubhaft, dass die in Dresden festgelegten Prämissen in England bereits seit längerer Zeit Anwendung fanden.
Wegen ungenügender Mittelbewilligung begann die Wiederherstellung mit schonenden Verfahren erst 1911 und erhielt nach dem Ersten Weltkrieg ab 1924 eine gesicherte Grundlage. Die dafür erforderlichen verwaltungsinternen Weichenstellungen traf 1910 der Stadtbaurat Hans Erlwein, ebenso ein Mitglied der Kommission. In seinen Auffassungen stärkte ihn Georg Wrba, Professor an der Dresdner Kunstakademie, der die Kontrolle über die Wiederherstellung zerstörter Plastiken erhielt.
Vor Beginn des Ersten Weltkriegs nahmen trotz dieser Neuausrichtung die Probleme bei den Restaurierungsarbeiten rasant zu. Deren Einstellung im Jahre 1915 verschärfte die Lage am Bauwerk und beschleunigte seinen Zerfall. Mehrere Figuren stürzten von ihren Sockeln und lagen in Dachrinnen. Größere Bauteile gefährdeten durch ihre Loslösung vom Bauwerk den Verkehrsraum. Die Folgen von falschen Sanierungsmethoden und der Einsatz von für den Stein gefährlichen Substanzen zeigten sich in bedrohlichen Auswirkungen.

## Geschichte

### Gründung der Zwingerbauhütte
Im Jahre 1920 schlugen Mitarbeiter der sächsischen Oberrechnungskammer dem zuständigen Kultusministerium vor, erhebliche Finanzmittel zur Sicherung und langfristigen Restaurierung des Zwingers einzuplanen. Daraufhin begannen die Arbeiten 1921, kamen aber nach kurzer Zeit wegen des Währungsverfalls in der Inflationsperiode wieder zum Stillstand. Die Tagung des Denkmalrates vom 29. Juni 1922 stellte angesichts der dramatischen Erhaltungssituation fest, dass die seit Mitte des 19. Jahrhunderts anhaltende Praxis von Ölfarbanstrichen und Portlandzementergänzungen den Zwinger „…nicht nur nicht geschützt, sondern [ihm] ganz verhängnisvoll geschadet…“ hatten. Die Versammlung empfahl „durchgreifende Maßnahmen … ohne Rücksicht auf die hohen Kosten, die erforderlich werden“. Inzwischen mussten weitere Figuren vom Bauwerk abgenommen werden, um sie vor ihrem drohenden Absturz zu schützen. Besondere Verdienste erwarb sich Ministerialrat Oskar Kramer, der im Bewusstsein dieser Lage 1924 die Gründung der Zwingerbauhütte veranlasste und sich kontinuierlich und in ungewöhnlicher Weise für die ministerielle Unterstützung des Vorhabens einsetzte. Zum Leiter dieser zunächst bis 1936 umfassend wirkenden Restaurierungswerkstatt wurde ab 15. Oktober 1924 Hubert Georg Ermisch bestellt. Das unter Begleitung von Georg Wrba erstellte Arbeitsprogramm sah zwei Hauptziele vor: die technische Rettung des Zwingers und die künstlerische Wiedererweckung seiner Architektur. In dieser Periode intensivierte sich der fachliche Austausch mit der Dresdner Steinmetzinnung, darüber hinaus wurde eine systematische Forschung nach petrographischen sowie chemisch-physikalischen Gesichtspunkten über Fragen der Steinkonservierung aufgenommen. Im Zuge dieser Arbeiten setzte die Bildhauerwerkstatt das aus Kötzschenbroda stammende, in zwei Teile zerlegte und geschädigte Barock-Denkmal Chronos und die Trauernde wieder zusammen, woraufhin es 1928 im sächsischen Staatsweingut Hoflößnitz wiederaufgestellt wurde.
Die Arbeiten der Zwingerbauhütte sahen ein umfassendes Programm vor. Die gesamte Außenfassade des Zwingers wurde mittels einer laugenartigen Substanz von den Ölfarbschichten befreit und alle Zement- und Stuckergänzungen sowie stark verwitterte Sandsteinbereiche durch Vierungen ersetzt. Ferner wurde das Entwässerungssystem im gesamten Zwingerkomplex einer gründlichen Revision und Veränderung unterzogen. Nach den damaligen Kenntnissen erfolgte eine umfassende Terrassenabdichtung gegen die Feuchte. Grundlage in kunsthistorischen Gestaltungsfragen war ein von Pöppelmann veranlasstes Kupferstichwerk, das mit seinen Abbildungen eine Dokumentation für viele Bauteile bot und somit den Anspruch auf originalgetreue Restaurierung stützte. Spätere Um- und Anbauten wurden im Zuge der Arbeiten beseitigt. Mit den Aufgaben waren etwa 100 Fachkräfte beschäftigt. Das ursprünglich geplante Budget erwies sich als ungenügend; das Finanzministerium entsprach dem erweiterten Mittelbedarf nach längeren Verhandlungen. Zur Beschaffung von ausreichendem und geeignetem Baumaterial untersuchten Fachleute aktive und stillgelegte Steinbrüche in der Sächsischen Schweiz. Die vorab genommenen Proben untersuchte und bewertete das Materialprüfungsamt der Technischen Hochschule Dresden.

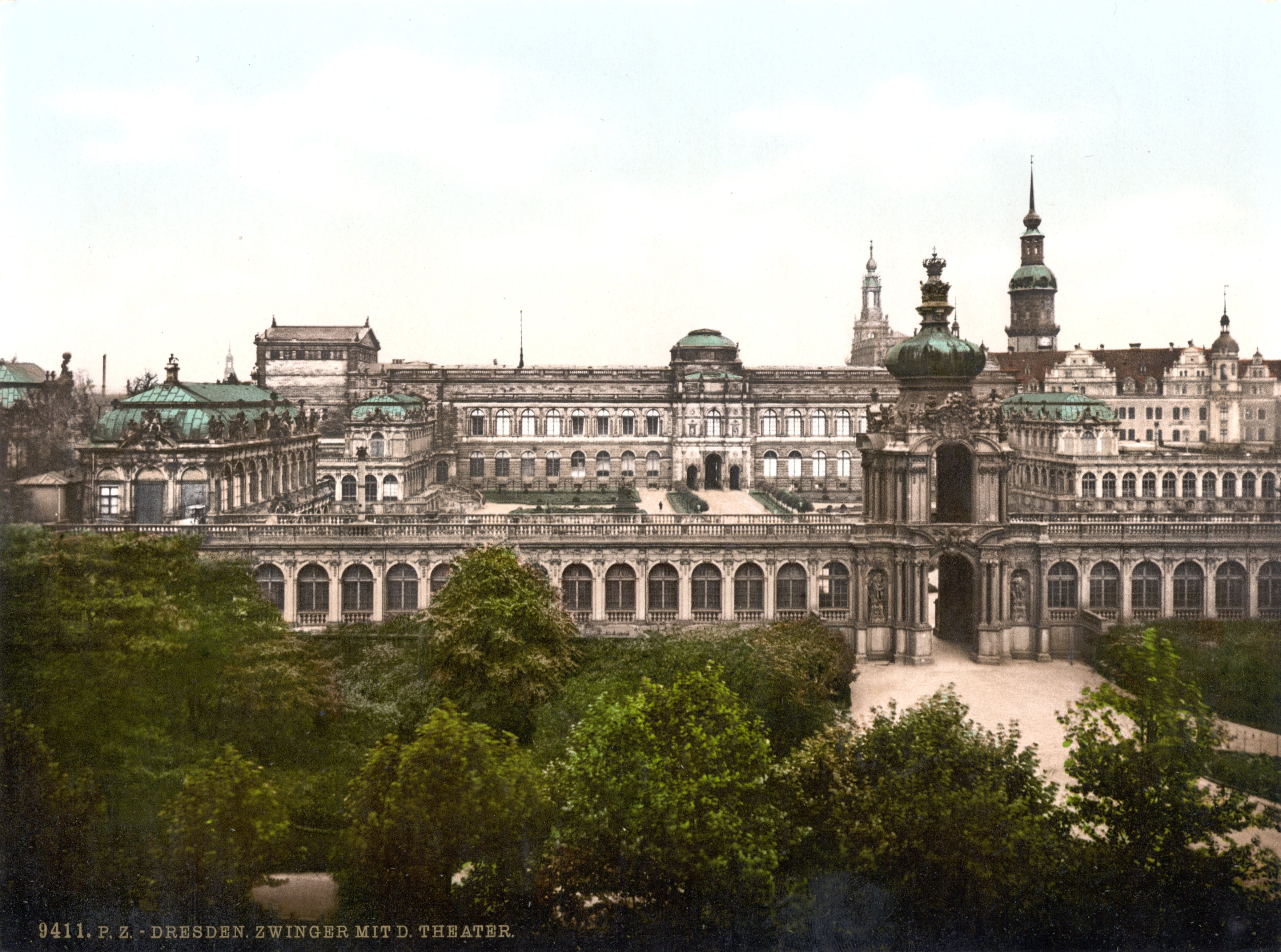
Diese Gartenanlagen vor dem Kronentor mussten der Wiederanlage des Zwingergrabens weichen.

Der Mathematisch-Physikalische Salon wurde am 20. März 1929 wieder eröffnet. Auch stellte man Teile des seit dem 19. Jahrhundert zugeschütteten Grabens am Zwinger wieder her. Im Jahre 1936 endeten die Arbeiten an der Außenfassade, Restaurierungen im Innenbereich folgten. Den Verlauf und die Fortschritte dieser lang anhaltenden Arbeiten am Zwinger haben Interessenten in Dresden und weit über die Grenzen der Stadt hinaus mit großer Aufmerksamkeit begleitet. Dabei kam es zwischen den Vertretern verschiedener Auffassungen zu Kontroversen über den richtigen Weg. Verständlicherweise spiegelte die zeitgenössische Berichterstattung in den Zeitungen diesen Streit sehr intensiv wider. Prophezeiungen wie die „Irrende Denkmalpflege“ oder „…die gigantischen Beispiele ihrer Verirrungen…“ sind Beispiele für die damalige Polemik. Die Wirkung des Zwingerkomplexes und seiner Museen nach Abschluss der Arbeiten ließ die Presseangriffe verstummen.

### Wiederaufbau nach dem Zweiten Weltkrieg

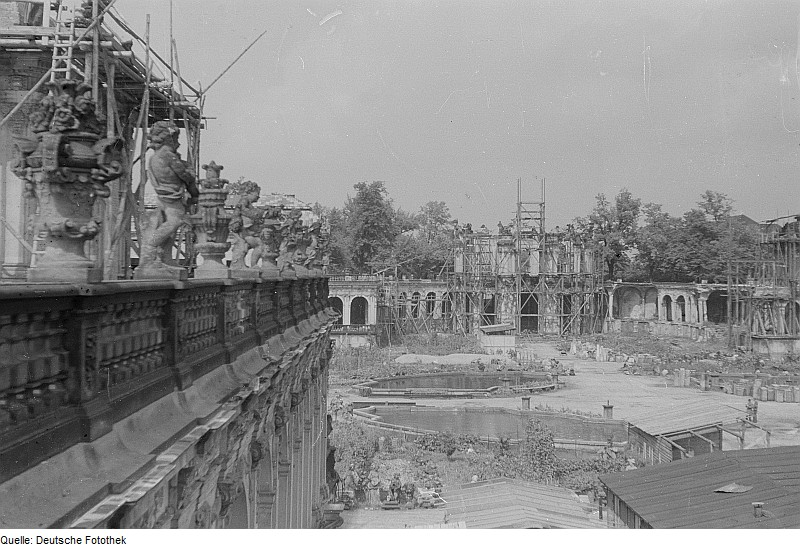
Zerstörter Zwinger (1948)

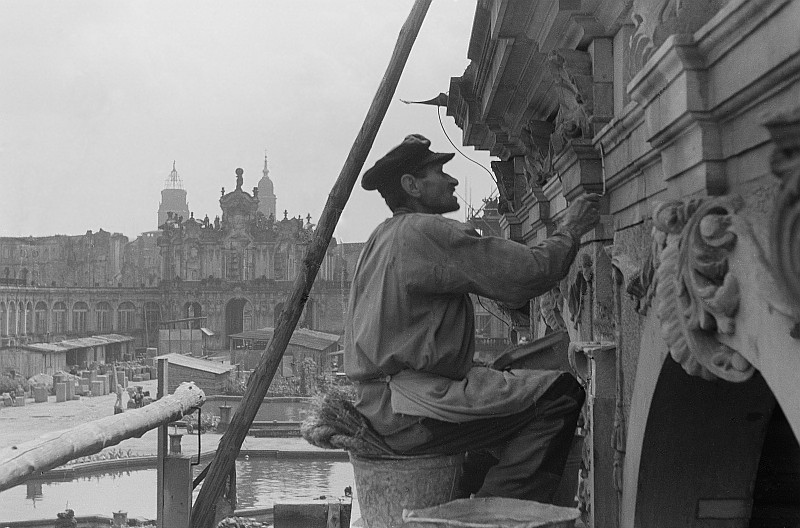
Beseitigung der Kriegsschäden im Zwinger (1948)

Wenige Jahre später waren die greifbar gewordenen Ergebnisse der seit 1924 um Rettung des Zwingers ringenden Fachleute ein Opfer der Zerstörung. Im Zweiten Weltkrieg erlitt der Zwinger durch die Bombenangriffe vom 13. und 14. Februar 1945 schwere Beschädigungen. Hans Nadler beschrieb es so: „Erhalten blieben: Das Nymphenbad, die Umfassungsmauern der 4 Eckpavillons, der Langgalerien, des Stadtpavillons und des Kronentores. Der Wallpavillon war bis auf die Mauerschäfte, die aus dem Lot geraten waren, zerstört, desgleichen war auch die anschließende elbseitige Bogengalerie durch Sprengbombenvolltreffer aufs schwerste beschädigt.“ Die Gemäldegalerie trug nur auf der nördlichen Seite erhebliche Zerstörungen davon. Alle Gebäude und ihre Dächer waren ausgebrannt. Die teilweise aufwendigen Kupfertreibarbeiten der Dachbedeckungen lagen vom Bombensplittereinschlag zerfetzt auf den Terrassen und im Zwingerhof. Aus einigen Fenstern schlugen Flammen und schädigten oberhalb der Feuereinwirkungen den Sandstein durch Hitzesprengungen und strukturelle Veränderungen im Mineralgefüge irreversibel. Einige Fassadenelemente stürzten infolge von Materialspannungen herab und zerbrachen dabei. Die Gleichgewichtslage vieler Gebäudeteile war nicht mehr gegeben.
In den Tagen unmittelbar nach der Zerstörung sicherte und barg eine kleine Gruppe unter Leitung von Hubert Ermisch wertvolle und erhaltungsfähige Architekturteile und legte eine Schadenskartei an. Die erste Schadensaufnahme ergab, dass von 850 Einzelobjekten wie Figuren, Vasen oder einzelnen Schmuckelementen etwa 300 zu restaurieren oder neu zu fertigen sind. In Anbetracht des erneut zu erbringenden Sicherungs- und Restaurierungsaufwandes, der diesmal alle bisherigen Dimensionen überstieg, verfasste Ermisch eine auf den 17. Juni 1945 datierte Denkschrift mit dem Titel Ist die Rettung des Zwingers möglich? Darin gelang ihm, die Hoffnung auf Wiederaufbau in einer Phase der kaum fassbaren Zerstörung weiter Teile des Dresdner Stadtgebiets zu wecken, wobei er auf die statischen Studien und den darauf erfolgten Einzug von Stahlbetondecken aus der Wirkungszeit der Zwingerbauhütte verwies. Andernfalls wäre nach seiner Einschätzung der Zwinger als ursprünglich labiles Bauwerk wie ein Kartenhaus zusammengefallen.
Am 14. August 1945 beteiligten sich wesentliche Dresdner Amtsträger an einer ersten Beratung zur Koordinierung des Wiederaufbaus. Die sowjetische Militärverwaltung bewilligte unverzüglich am 18. August die Freigabe von Bauholz und stellte sich damit demonstrativ hinter die Wiederaufbauabsicht der Dresdner. In zwei Kulturbefehlen der Sowjetischen Militäradministration wurden der Schutz und die Wiedererrichtung von Kulturbauwerken angeordnet. Auf dieser Grundlage bewilligte die neu gebildete Sächsische Landesverwaltung im September 1945 erste Haushaltsmittel für den Wiederaufbau des Zwingers.
Da sich viele Menschen für das Gebäude einsetzten, begann bereits 1945 der Wiederaufbau durch die im Herbst dieses Jahres gegründete „Bauabteilung Zwinger“ unter Leitung des Dresdner Architekten Hubert Georg Ermisch. Zu den ersten Mitwirkenden zählten der Bildhauer Albert Braun (1899–1962), die Architekten Max Zimmermann (1881–1962) und Arthur Frenzel (1899–1975) und für die Kupferblecharbeiten Meister Jagy. Statt des offiziellen Namens „Bauabteilung Zwinger“ wurde die tradierte Bezeichnung Zwingerbauhütte jedoch weiter verwendet.
Die eingetretenen Bauschäden waren durch die Einschläge von Bomben und Brandmunition nicht nur erheblich, sondern auch in bisheriger Weise für den Zwinger unbekannt. Beispielsweise war eine Bogengalerie im südwestlichen Zwingerbereich um 22 Zentimeter in der Tiefe verformt. Ihre Herstellung in die ursprüngliche Lage erfolgte durch das Anheben mit Flaschenzügen im Sommer 1947. Eine fast ähnliche Richtungsverformung zeigten die Mauerschäfte im Obergeschoss des Wallpavillons. Hier kamen ebenso Flaschenzüge zum Einsatz und anschließend wurde ein Stahlbetonringanker in Höhe des Hauptsimses aufgesetzt.
Die erste öffentliche Präsentation erfolgte ab Mai 1951, als ein Teil des Innenhofes für Besucher zugänglich wurde und im Juli 1951 das Kronentor vollendet. Im selben Jahre wurden der Zwingergraben verlängert und eine gemeinsame Wasserfläche mit dem Zwingerteich geschaffen.
Nach dem Tod Hubert Georg Ermischs übernahm Arthur Frenzel 1951 die Leitung des Wiederaufbaus. Im Juni 1952 schloss er den Bau des Mathematisch-Physikalischen Salons ab, 1954 wurden drei Giebel des Wallpavillons und 1955 der Glockenspielpavillon fertiggestellt. Die Kosten ihres Wiederaufbaus betrugen 7,9 Millionen Deutsche Mark. Im Jahre 1960 erfolgte die Fertigstellung des Französischen Pavillons in einer vereinfachten Ausführung. Die erhaltenen wertvollen Stuck- und Marmorelemente wurden für eine spätere Rekonstruktion geborgen. Erst 1963 konnte der Wallpavillon der Öffentlichkeit übergeben werden. Bis zu diesem Jahr wurden die Innenräume in einer provisorischen Gestaltung für die Nutzung als Museum ausgestattet. Seit etwa 1963 befindet sich der Zwinger äußerlich wieder weitgehend in einem baulichen Zustand wie vor dem Krieg. Hans Nadler, damaliger Landeskonservator und späterer Ehrenbürger Dresdens, bezifferte den finanziellen Gesamtaufwand für die Zwingerrestaurierung nach dem Zweiten Weltkrieg bis 1965 auf 11,8 Millionen Mark. Damit waren Rekonstruktionen und die Gestaltungen der Innenräume zwar noch nicht abgeschlossen, aber die Mitarbeiter der Zwingerbauhütte übernahmen vermehrt Aufgaben an anderen Bauwerken und die Zwingerbauhütte wurde 1968 in die „Bauabteilung für kulturhistorische Bauten Dresden“ umgewandelt. Zu Beginn der 1980er Jahre widmete sich die Bauabteilung der Balustradensanierung und speziellen Arbeiten der Bauwerksentwässerung.

### Neugründung der Zwingerbauhütte

Denkmalgeschützte Zwingerbauhütte in der Kleinen Packhofstraße 2

Nach der Wende erfolgte am 18. Juni 1991 die Neubegründung der Zwingerbauhütte als Teil des Staatlichen Hochbauamtes, des heutigen Staatsbetriebes Sächsisches Immobilien- und Baumanagement. Als Leiter fungierte der bereits 1983 zum Zwingerbaumeister ernannte Architekt und Denkmalpfleger Ulrich Aust und die bis dahin am Zwinger tätigen Restauratoren, Bildhauer, Steinmetze und Maurer der Bauabteilung der Staatlichen Kunstsammlungen Dresden wurden in die neugegründete Zwingerbauhütte übernommen. Nach dem Tod Austs 1992 bekleidete Karl Schöppner das Amt des Zwingerbaumeisters.
Neben der Restauration des Zwingers nimmt die Zwingerbauhütte auch Aufgaben an anderen Bauwerken Dresdens aus Sandstein wahr. So standen 2005 Arbeiten an Figuren und Fassaden des Nymphenbads im Zwinger an, aber auch des Johanneums.

Urkunde Immaterielles Kulturerbe Bauhüttenwesen 2018

Die Werkstatt der Zwingerbauhütte befand sich lange Zeit auf den Wällen des Dresdner Zwingers. Wegen Einschränkungen durch den Besucherverkehr, aufwändigen Steintransporten und Platzmangel zog die Werkstatt 2004 in neue Räume in der Kleinen Packhofstraße unweit des Zwingers. Neben dem neuen Werkstattbereich errichtete der Staatsbetrieb Sächsisches Immobilien- und Baumanagement im Auftrag des Freistaates Sachsen bis März 2006 für rund 190.000 Euro ein neues Depot. Dort lagert die Zwingerbauhütte besondere Architekturteile, Schmuckstücke, Figuren und Vasen aus Sandstein sowie ihre Sammlung von Stein- und Formmaterial.
Die bisher größten Baumaßnahmen des neuen Jahrtausends sind Umbau und Restaurierung des Mathematisch-Physikalischen Salons von 2008 bis 2013. Mitarbeiter der Zwingerbauhütte restaurieren alle 98 Skulpturen des Salons beziehungsweise fertigen Kopien und Teilkopien an. Dazu kommt die Aufarbeitung von Balustraden und Postamenten.
In der Zwingerbauhütte waren zum 20-jährigen Jubiläum 2011 zehn Mitarbeiter beschäftigt: Neben dem Zwingerbaumeister waren dies je ein Hüttenmeister, Steinmetz/Steinbildhauer, Steinmetzaltgeselle, Restaurator sowie fünf Lehrlinge. Zum 25-jährigen Bauhüttenjubiläum 2016 waren es noch sieben Restauratoren, Steinbildhauer und Steinmetze sowie zwei Auszubildende.
Auf Empfehlung des unabhängigen Expertenkomitees der deutschen UNESCO-Kommission wurden die 13 deutschen Bauhütten, darunter auch die Zwingerbauhütte als einzige nicht kirchlich gebundene Bauhütte, in das bundesweite Verzeichnis des immateriellen Kulturerbes aufgenommen.

## Zwingerbaumeister

Blick in die Zwingerbauhütte mit Zwingerbaumeister Kai-Uwe Beger

- Hubert Georg Ermisch (1883–1951), 1924–1936, 1945–1951
- Arthur Frenzel (1899–1975), ab 1951[7]
- Herbert Schneider (1903–1970), ab 1963
- Ulrich Aust (1942–1992), 1983–1992
- Karl Schöppner, 1993–2019[16]
- Kai-Uwe Beger, ab 2019[17]